# Извеков, Вячеслав Андреевич
Вячесла́в Андре́евич Изве́ков (13 ноября 1947, Воронеж, СССР — 4 октября 2004, Санкт-Петербург, Россия) — советский футболист, защитник. Мастер спорта СССР.
Воспитанник воронежского футбола. В 18 лет был включён в юношескую сборную РСФСР. Считался одним из самых перспективных центральных защитников страны. В 1965 году провёл одну игру за «Труд» Воронеж. 1966 год отыграл в составе ленинградского «Динамо», в 1967—1969 играл за «Зенит». После провального для команды сезона-1967 стал проигрывать конкуренцию в составе Михаилу Лохову и 1970 год провёл в составе «Политотдела» (Ташкентская область). В 1971—1973 годах играл за ворошиловградскую «Зарю», в чемпионском сезоне 1972 года провёл 7 матчей. Затем играл в ленинградском «Динамо» (Ленинград, 1973—1974, 1977), «Сахалине» (1974).
Работал в Санкт-Петербурге шофёром.
Умер 4 октября 2004 года в Санкт-Петербурге. Похоронен рядом с отцом и матерью на Левобережном кладбище в Воронеже.